# Wolverton (Minnesota)
Wolverton es una ciudad ubicada en el condado de Wilkin en el estado estadounidense de Minnesota. En el Censo de 2010 tenía una población de 142 habitantes y una densidad poblacional de 192,37 personas por km².

## Geografía
Wolverton se encuentra ubicada en las coordenadas 46°33′49″N 96°44′11″O / 46.56361, -96.73639. Según la Oficina del Censo de los Estados Unidos, Wolverton tiene una superficie total de 0.74 km², de la cual 0.74 km² corresponden a tierra firme y (0%) 0 km² es agua.

## Demografía
Según el censo de 2010, había 142 personas residiendo en Wolverton. La densidad de población era de 192,37 hab./km². De los 142 habitantes, Wolverton estaba compuesto por el 95,77% blancos, el 0% eran afroamericanos, el 0% eran amerindios, el 0% eran asiáticos, el 0% eran isleños del Pacífico, el 0% eran de otras razas y el 4,23% pertenecían a dos o más razas. Del total de la población el 0% eran hispanos o latinos de cualquier raza.

### Evolución demográfica
| 1920 | 1930 | 1940 | 1950 | 1960 | 1970 | 1980 | 1990 | 2000 | 2010 | est. 2015 |
| ---- | ---- | ---- | ---- | ---- | ---- | ---- | ---- | ---- | ---- | --------- |
| 170  | 206  | 222  | 198  | 204  | 171  | 177  | 158  | 122  | 142  | 138       |

## Localidades adyacentes
El diagrama siguiente presenta las localidades en un  radio de 16 km alrededor de Wolverton.